# Szapowaliwka (obwód czernihowski)
Szapowaliwka (ukr. Шаповалівка) – wieś na Ukrainie, w obwodzie czernihowskim, w rejonie niżyńskim, w hromadzie Borzna. W 2001 liczyła 1494 mieszkańców, wśród których 1469 wskazało jako ojczysty język ukraiński, 19 rosyjski, 2 mołdawski, 2 białoruski, a 2 inny.

## Urodzeni
- Grigorij Gorbań – radziecki metalurg, hutnik, dwukrotny Bohater Pracy Socjalistycznej.